# Puan (stacja metra)
Puan - stacja metra w Buenos Aires, na linii A. Znajduje się pomiędzy stacjami Primera Junta a Carabobo. Stacja została otwarta 23 grudnia 2008.